# Ex ante
Ex ante (Latijn, van tevoren) zijn beschouwingen die vooraf plaatsvinden waarbij de moeilijkheid is dat eventuele toekomstige omstandigheden moeten worden ingeschat.
De term wordt onder meer gebruikt bij financiële vooruitzichten als er een schatting wordt gemaakt van de verwachte terugverdientijd van investeringen. Ook wordt het toegepast bij ex ante-regulering, zoals in de telecomsector zodat overheden vooraf maatregelen kunnen treffen bij onder meer het waarborgen van eerlijke concurrentie. Bij keynesiaanse vraagmodellen geeft ex ante aan dat het om plannen van de economische sectoren gaat.
Het tegenovergestelde van ex ante is ex post.